# Ismael Bonilla
Ismael Bonilla Ortega (Madrid, 17 luglio 1978 – Cadice, 5 luglio 2020) è stato un pilota motociclistico spagnolo.

## Carriera
La sua carriera nel motociclismo si è svolta soprattutto nei campionati di velocità spagnoli mentre, per quanto riguarda le competizioni del motomondiale, le sue partecipazioni sono avvenute sempre grazie a wild card ottenute in occasione dei gran premi disputati in territorio iberico. Esordisce nella classe 250 nel 1996 con una Honda, corre due Gran Premi nel 1997, due nel 1998, uno nel 1999, due nel 2000 e uno nel 2001, ottenendo punti validi per la classifica iridata solo nel 1998, anno in cui ha concluso al 37º posto. Nel biennio 1997-1998 gareggia, andando a punti, anche nel campionato europeo classe 250.
È scomparso nel 2020 all'età di 41 anni, vittima di un incidente durante una sessione di allenamento privata tenuta sul circuito di Jerez de la Frontera.

## Risultati nel motomondiale
| 1996 | Classe | Moto  |  |  |  |  |  |  |  |  |  |  |  |  |    |  |  |  | Punti | Pos. |
| ---- | ------ | ----- |  |  |  |  |  |  |  |  |  |  |  |  | -- |  |  |  | ----- | ---- |
| 1996 | 250    | Honda |  |  |  |  |  |  |  |  |  |  |  |  | 21 |  |  |  | 0     |      |

| 1997 | Classe | Moto  |  |  |     |  |  |  |  |  |  |  |  |  |    |  |  |  | Punti | Pos. |
| ---- | ------ | ----- |  |  | --- |  |  |  |  |  |  |  |  |  | -- |  |  |  | ----- | ---- |
| 1997 | 250    | Honda |  |  | Rit |  |  |  |  |  |  |  |  |  | 20 |  |  |  | 0     |      |

| 1998 | Classe | Moto  |  |  |    |  |  |    |  |  |  |  |  |  |  |  |  |  | Punti | Pos. |
| ---- | ------ | ----- |  |  | -- |  |  | -- |  |  |  |  |  |  |  |  |  |  | ----- | ---- |
| 1998 | 250    | Honda |  |  | 17 |  |  | 15 |  |  |  |  |  |  |  |  |  |  | 1     | 37º  |

| 1999 | Classe | Moto  |  |  |  |  |  |  |  |  |  |  |  |     |  |  |  |  | Punti | Pos. |
| ---- | ------ | ----- |  |  |  |  |  |  |  |  |  |  |  | --- |  |  |  |  | ----- | ---- |
| 1999 | 250    | Honda |  |  |  |  |  |  |  |  |  |  |  | Rit |  |  |  |  | 0     |      |

| 2000 | Classe | Moto  |  |  |  |     |  |  |  |  |  |  |  |  |     |  |  |  | Punti | Pos. |
| ---- | ------ | ----- |  |  |  | --- |  |  |  |  |  |  |  |  | --- |  |  |  | ----- | ---- |
| 2000 | 250    | Honda |  |  |  | Rit |  |  |  |  |  |  |  |  | Rit |  |  |  | 0     |      |

| 2001 | Classe | Moto  |  |  |    |  |  |  |  |  |  |  |  |  |  |  |  |  | Punti | Pos. |
| ---- | ------ | ----- |  |  | -- |  |  |  |  |  |  |  |  |  |  |  |  |  | ----- | ---- |
| 2001 | 250    | Honda |  |  | 21 |  |  |  |  |  |  |  |  |  |  |  |  |  | 0     |      |

| Legenda | 1º posto        | 2º posto            | 3º posto            | A punti      | Senza punti        | Grassetto – Pole position Corsivo – Giro più veloce |
| Legenda | Gara non valida | Non qual./Non part. | Ritirato/Non class. | Squalificato | '-' Dato non disp. | Grassetto – Pole position Corsivo – Giro più veloce |